# 강계시
강계시(江界市)는 자강도의 도청 소재지(자강도 소재 도 인민위원회, 로동당 소속 자강도당)이고, 지형 때문에 가장 중요한 전략적 요충지이기도 하며, 인민위원장은 박필증, 당 책임비서는 리영남이다.
조선민주주의인민공화국의 군사적 요충지로 꼽히는데, 1950년 한국 전쟁에서 조선민주주의인민공화국은 강계시를 임시 수도로 결정하고 김일성이 숨어있었다. 당시엔 강계특별시로 정정되기도 하였으나, 중화인민공화국의 개입으로 인해 다시 강계시로 수정되었다.

## 지리
강계시는 4개의 강이 합류하는 지점에 위치하며 장자강이 흐른다. 동쪽으로 장강군, 서쪽으로 시중군, 남쪽으로 성간군과 인접한다.

## 역사
- 1946년 - 강계읍,만포읍을 면으로 강등하였다.
- 1949년 1월 - 자강도를 설치하고 자강도청 소재지가 되었다.
- 10월 - 강계면을 강계시로 승격하고 나머지 지역을 장강군으로 고쳤다.
- 1950년 - 한국전쟁 때에 조선인민군이 평양에서 후퇴하여 강계를 임시 수도로 삼았다.
- 1952년 - 룡림군을 설치했다.
- 1967년 - 만포군이 만포시로 승격했다.

## 행정 구역
현재 강계시는 34동, 2리로 구성되어 있다.
| - 강서동(江西洞) - 고영1동(古營一洞) - 고영2동(古營二洞) - 공귀동(公貴洞) - 공인동(公仁洞) - 남문동(南門洞) - 남산동(南山洞) - 남천동(南川洞) - 내룡동(內龍洞) - 대응동(大應洞) - 독산동(獨山洞) - 동문동(東門洞) - 동부동(東部洞) - 로동자동(勞動者洞) - 류동(柳洞) - 만수동(萬壽洞) - 부창동(府倉洞) - 북문동(北門洞) | - 서산동(西山洞) - 석조동(石造洞) - 석현동(石峴洞) - 수침동(水砧洞) - 신문동(新門洞) - 야학동(野鶴洞) - 연석동(煙石洞) - 연주동(煙州洞) - 연풍동(淵豊洞) - 외룡동(外龍洞) - 은정동(恩情洞) - 의진동(義眞洞) - 장자동(將子洞) - 충성동(忠誠洞) - 향로동(香爐洞) - 흥주동(興洲洞) - 두흥리(斗興里) - 신흥리(新興里) |

## 기후
| 강계시의 기후                                 | 강계시의 기후 | 강계시의 기후 | 강계시의 기후 | 강계시의 기후 | 강계시의 기후 | 강계시의 기후 | 강계시의 기후 | 강계시의 기후 | 강계시의 기후 | 강계시의 기후 | 강계시의 기후 | 강계시의 기후 | 강계시의 기후 |
| 월                                            | 1월           | 2월           | 3월           | 4월           | 5월           | 6월           | 7월           | 8월           | 9월           | 10월          | 11월          | 12월          | 연간          |
| --------------------------------------------- | ------------- | ------------- | ------------- | ------------- | ------------- | ------------- | ------------- | ------------- | ------------- | ------------- | ------------- | ------------- | ------------- |
| 일평균 최고 기온 °C (°F)                      | −4.9 (23.2)   | 0.2 (32.4)    | 7.5 (45.5)    | 16.4 (61.5)   | 23.2 (73.8)   | 27.5 (81.5)   | 29.4 (84.9)   | 28.7 (83.7)   | 24.1 (75.4)   | 16.5 (61.7)   | 5.8 (42.4)    | −3.2 (26.2)   | 14.3 (57.7)   |
| 일일 평균 기온 °C (°F)                        | −12.6 (9.3)   | −7.4 (18.7)   | 0.8 (33.4)    | 9.2 (48.6)    | 15.9 (60.6)   | 20.5 (68.9)   | 23.7 (74.7)   | 22.8 (73.0)   | 16.8 (62.2)   | 8.8 (47.8)    | −0.2 (31.6)   | −9.5 (14.9)   | 7.4 (45.3)    |
| 일평균 최저 기온 °C (°F)                      | −18.4 (−1.1)  | −13.8 (7.2)   | −4.9 (23.2)   | 2.7 (36.9)    | 9.4 (48.9)    | 15.1 (59.2)   | 19.4 (66.9)   | 18.5 (65.3)   | 11.3 (52.3)   | 2.9 (37.2)    | −4.9 (23.2)   | −14.8 (5.4)   | 1.9 (35.4)    |
| 평균 강수량 mm (인치)                         | 10.1 (0.40)   | 11.9 (0.47)   | 21.1 (0.83)   | 41.8 (1.65)   | 74.4 (2.93)   | 113.3 (4.46)  | 206.9 (8.15)  | 168.1 (6.62)  | 73.0 (2.87)   | 44.5 (1.75)   | 31.8 (1.25)   | 15.6 (0.61)   | 812.5 (31.99) |
| 평균 강수일수 (≥ 0.1 mm)                      | 4.8           | 4.3           | 5.8           | 7.6           | 10.2          | 12.6          | 14.1          | 12.2          | 6.9           | 6.9           | 7.0           | 6.5           | 98.9          |
| 평균 강설일수                                 | 7.8           | 6.5           | 6.7           | 1.7           | 0.0           | 0.0           | 0.0           | 0.0           | 0.0           | 0.6           | 5.9           | 9.7           | 38.9          |
| 평균 상대 습도 (%)                            | 78.3          | 73.6          | 68.6          | 65.3          | 68.4          | 74.7          | 79.2          | 80.3          | 77.3          | 73.8          | 77.0          | 78.6          | 74.6          |
| 출처: 대한민국 기상청 (평년값: 1991년~2020년) |               |               |               |               |               |               |               |               |               |               |               |               |               |

## 교통
강계시는 교통의 중심지이기도 하다. 다른 도시와는 철도와 도로, 항공으로 연결되어 있으며, 강계선과 만포선이 합류되는 지점에 있다. 반면에, 고속도로는 평양과 다른 곳에 연결되어 있다.

## 문화
강계교육대학이 이 도시에 위치해 있다.

## 교육

### 대학교
- 조선국방대학
- 강계의과대학
- 강계농림대학
- 강계공업대학
- 강계교육대학

## 산업
- 강계연필공장 - 자강도에 있는 좋은 나무를 가공해서 만들어내고 품질이 좋다.
- 강계제지공장
- 강계포도술공장 - 이 공장의 제품인 강계머루술은 조선민주주의인민공화국에서 꽤 이름있는 상품이다.
- 강계방직공장

## 같이 보기
- 조선민주주의인민공화국의 지리
- 조선민주주의인민공화국의 도시

## 참고 자료
- Dormels, Rainer. North Korea's Cities: Industrial facilities, internal structures and typification. Jimoondang, 2014. ISBN 978-89-6297-167-5